# Pont de Tancarville
De Pont de Tancarville is een hangbrug over de Seine, tussen de Franse plaatsen Tancarville en Marais-Vernier. De brug is vernoemd naar een kasteel uit de 10e eeuw. Over de brug loopt de weg N182, die deel uitmaakt van de E5. Tot de openstelling van de brug kon de Seine tussen Rouen en Het Kanaal alleen per veerpont worden overgestoken.
De aanleg was al in 1933 voorgesteld door de Kamer van Koophandel van Le Havre. De brug had als doel een betere verbinding met het achterland van Le Havre mogelijk te maken. De bouw begon op 16 december 1955 en de brug werd op 2 juli 1959 geopend.
De twee pilonen van de brug zijn elk 125 meter hoog en dragen het gewicht van het 1.420 meter lange wegdek dat 50 meter boven de Seine zweeft. Dit brugdek is 12,5 meter breed. De grootste overspanning is 608 meter lang, destijds de grootste in Europa. De brug werd gemaakt door een consortium van bedrijven met constructiebedrijf Daydé als hoofdaannemer, naar een ontwerp van M. Lagrange, N. Esquillan, M. Huet en F. Robinson. De bouwkosten bedroegen 9 miljoen frank.
De Pont de Tancarville wordt geëxploiteerd door de Kamer van Koophandel van Le Havre. Voor de toegang moet tolgeld worden betaald. Voor voetgangers, fietsers, en bromfietsers is het gebruik van de brug gratis.

## Weetje
In Frankrijk wordt een wasrek wel een Tancarville genoemd.